# Tai Wei (cràter)
Tai Wei és un cràter d'impacte situat a la cara visible de la Lluna, a la zona nord de la Mare Imbrium. Es troba a l'nor-nord-est dels cràters Helicon i Le Verrier; a sud dels Montes Recti; i a l'est-sud-est del Promontorium Laplace.
El grup de tres petits cràters a què pertany (format pel mateix Tai Wei, Tian Shi i Zi Wei) es troba considerablement aïllat respecte a altres formacions lunars notables, a l'interior de la plana de la mar lunar. Dos cràters satèl·lit del Promontorium Laplace, Laplace A i Laplace F, són els elements destacables més pròxims.

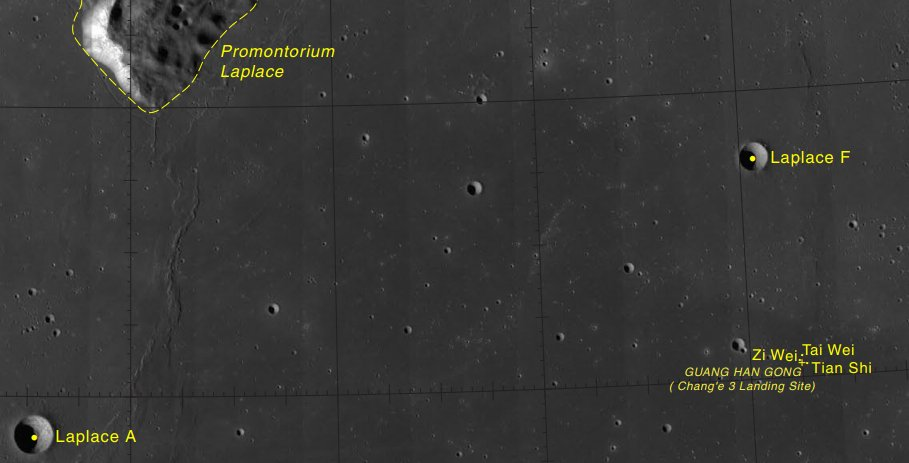
Localització de Tai Wei (quadrant inferior dret de la imatge)
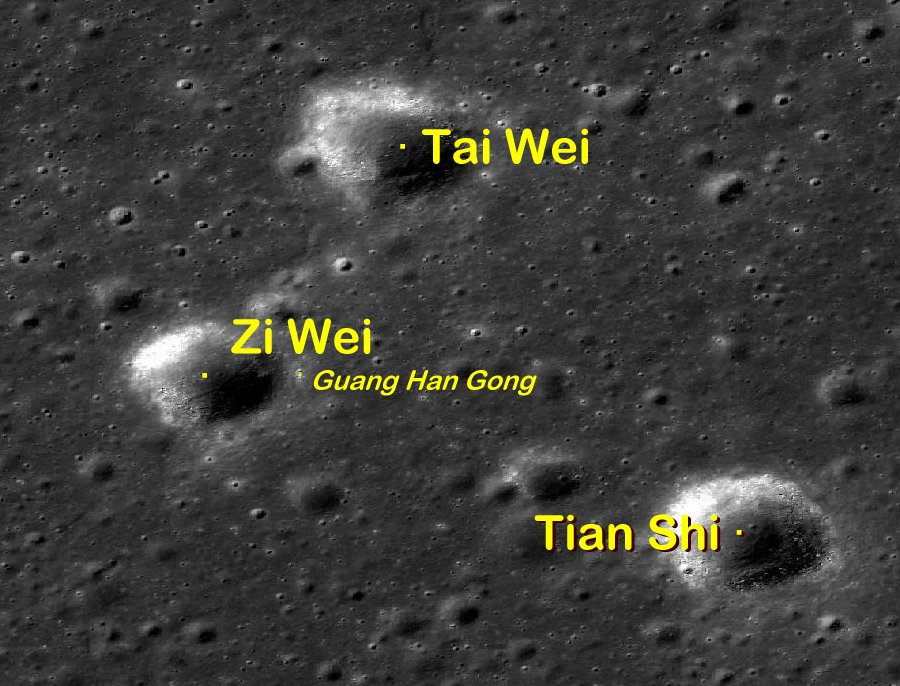
Rodalies de Tai Wei (imatge del LRO)

És un cràter de contorn irregular, amb una albedo superior a la de la superfície basàltica de la mar lunar circumdant. La Unió Astronòmica Internacional va aprovar oficialment el 5 d'octubre de 2015 la inclusió de quatre nous topònims a la cartografia lunar, relacionats amb el lloc d'allunatge de la sonda xinesa Chang'e 3: el punt on es troba la sonda (denominat Guang Han Gong) i els tres cràters ja esmentats.